# Engaeus disjuncticus
Engaeus disjuncticus је животињска врста класе Crustacea која припада реду Decapoda.

## Угроженост
Ова врста се сматра угроженом.

## Распрострањење
Ареал врсте је ограничен на једну државу. 
Аустралија је једино познато природно станиште врсте.

## Станиште
Станиште врсте су слатководна подручја.